# Gregorio (Software)
Gregorio ist ein freies Notensatzprogramm, speziell für den Satz von Gregorianischem Choral in römischer Quadratnotation für alle gängigen Betriebssysteme. Gregorio ist kein in sich stehendes Notensatzprogramm, sondern besteht im Wesentlichen aus drei Komponenten: Der gabc-Syntax zur Notation des Chorals, einem TeX-Paket namens GregorioTeX zur Ausgabe der Noten in einer PDF-Datei und einem Konvertierungstool zwischen den erstgenannten.

## Besonderheiten
Gregorio ist speziell für den Satz gregorianischen Chorals in Quadratnotation geschrieben. Modernen europäischen Notensatz beherrscht das Programm nicht. Es bietet, anders als viele andere Notensatzprogramme, keine grafische Oberfläche, sondern die Notation erfolgt, ähnlich wie bei LilyPond, über eine Quelldatei in einem Texteditor. Anders als Lilypond ist Gregorio jedoch keine in sich stehende Software, sondern ist in gewisser Hinsicht ein LaTeX-Paket. Zum Erstellen einer Partitur ist zwingend ein TeX-Dokument erforderlich. Die eigenständige Leistung von Gregorio besteht im Kompilieren einer .gabc-Datei zu einer GregorioTeX-Datei. gabc ist die Datei für die Noteneingabe und folgt der von Gregorio definierten Syntax. Die GregorioTeX-Datei ist nicht zur Bearbeitung gedacht und nur schwer von Menschen lesbar. Sie wird in ein TeX-Dokument eingebunden und sorgt dann für den gewünschten Output, z. B. zu einer PDF-Datei.

## Geschichte
Das Gregorio Project entstand 2006 als sechsmonatiges, studentisches Projekt an der TELECOM Bretagne unter der Leitung von Yannis Haralambous. Danach veröffentlichte Élie Roux das Programm unter der GPL und entwickelte es allein weiter. Zunächst war das Ziel nur, der Abtei von Le Barroux eine Benutzerschnittstelle zur Eingabe einer bestehenden Schriftart für den gregorianischen Choral zu entwickeln. Aus Lizenzgründen wurde für das Projekt aber schließlich eine eigene Schriftart erstellt.
Ende 2006 stieß ein neuer Entwickler, Olivier Berten, zu dem Projekt und schrieb eine OpusTeX-Komponente (OpusTeX war ein LaTeX-Paket, ebenfalls für den Satz gregorianischen Chorals; die Entwicklung ist eingestellt). In dieser Phase war Gregorio bereits über die Kommandozeile brauchbar. Wesentlichen Fortschritt machte das Programm durch die Einführung im Monastero di San Benedetto, Norcia (Italien). Der Output von Gregorio wurde umbenannt zu GregorioTeX.
Im Juni 2014 erfolgte die Migration zu GitHub, was den Entwicklungsprozess deutlich beschleunigte und neue Entwickler anzog. Die Qualität des Notensatzes stieg erheblich, was zu wachsender Bekanntheit und Verwendung führte. Eine Liste von Projekten, die Gregorio verwenden, findet sich auf dem projekteigenen Wiki. Die prominenteste Nutzerin ist vielleicht die Abtei Solesmes, die eine entscheidende Rolle bei der Restitution des Gregorianischen Gesanges im 19. und 20. Jahrhundert gespielt hat. Die Abtei setzt Gregorio für alle künftigen Veröffentlichungen ein.
Seit 2016 ist das Paket gregoriotex Teil von TeX Live.

## Beispiel einer Partitur
Zum Erstellen einer Partitur bietet es sich an, zwei Dateien zu verwenden: eine .gabc-Datei und eine .tex-Datei. Für den Notensatz ist insbesondere die gabc-Syntax zu erlernen. Die Tex-Datei könnte folgendermaßen aussehen (hier müsste die zugehörige Gabc-Datei als „kyrie.gabc“ im gleichen Verzeichnis liegen):

### Quellcode
```
\documentclass
[12pt, a5paper]
{
article
}

\usepackage
{
fullpage
}

\usepackage
{
fontspec
}

\usepackage
{
libertine
}

\usepackage
[autocompile]
{
gregoriotex
}

\begin
{
document
}

\gregorioscore
{
kyrie
}

\end
{
document
}

```

Eine kleine gabc-Datei sieht folgendermaßen aus:
```
name:Kyrie XVII;
%%
(c4)KY(f)ri(gfg)e(h.) *() e(ixjvIH'GhvF'E)lé(ghg')i(g)son.(f.) <i>bis</i>(::)

```

Zu Beginn stehen Metainformationen, die den Namen des Chorals, seinen Platz in der Liturgie der Messe oder im Stundengebet, die Quelle oder das Copyright betreffen können. Es folgt der die Festlegung des Notenschlüssels. Gesungener Text und Noten stehen, anders als bei Lilypond, nicht getrennt, sondern die Noten stehen in Klammern hinter der zugehörigen Silbe. Einen kurzen Überblick über weitere Details der Notation bietet die Kurzreferenz. Liegen beide Dateien im gleichen Verzeichnis, wäre im Anschluss nur die tex-Datei mit dem Befehl lualatex --shell-escape kyrie.tex zu kompilieren.

## Verbreitung und Nutzer
In seiner speziellen Nische hat sich Gregorio als führendes Programm durchgesetzt und ist weit verbreitet. Es wird auch von anderen Projekten als Spezialist auf diesem Feld wahrgenommen.
Die Church Music Association of America bot Einführungsschulungen bei ihren jährlichen Treffen an.
Andere Nutzer von Gregorio sind:
- Illuminare Publications, eine Publikationsreihe zu liturgischer Musik, die sich einer Reform der Liturgie im Sinne Liturgiam authenticams verschrieben hat. Sie umfasst unter anderem ein „Missal“[16] und ein „Simple Gradual“[17].
- Die CMAA nutzt Gregorio für verschiedene größere Projekte, z. B. für die „Simple English Propers“[12], das „Parish Book of Psalms“[13] oder die „Psalm-Tone Lenten Tracts“[18]
- Hymnarium OP, ein Hymnarium der Dominikaner der Provinz St. Joseph (Ostküste der USA)[19]
- Die Abtei Solesmes für ihre Veröffentlichungen[14]
- Die Abbazia Mater Ecclesiæ und die Abtei Praglia für ihr „Antiphonale Monasticum“ nach dem Füglister B-Schema (2 Bände), vollständig mit Gregorio und LuaLaTeX erstellt[20][21]
- Das Benediktinerkloster von Norcia, z. B. für den Satz des Tischgebets[22]
- „Liturgia Horarum in cantu gregoriano“, eine Veröffentlichung des traditionellen Stundengebets in gesungener Form für alle Sonn- und Feiertage[23], und „Ad Completorium“, ein als Buch erschienener Auszug davon, nämlich die Komplet[23]
- Einige andere, kleinere Projekte[24][25][26][27][28][29]

### Projekte im Umkreis
Zu nennen sind auch Projekte, die die Arbeit mit Gregorio erheblich vereinfachen:
- GregoBase, eine sehr umfangreiche Noten-Datenbank, die u. a. eine beinahe vollständige Digitalisierung Graduale Romanum und des Liber Usualis umfasst[31]
- Online-Tools, wie Online-Editoren[32][33] oder gabc-Code-Generatoren[34] für Psalmen, Lesungen oder Hymnen
- Syntaxhervorhebung für die gabc-Syntax für verschiedene Editoren (u. a. Vim, Emacs, gedit, Notepad++)[35]

Gregorio wurde in einen Vergleich von Notationssoftware für alte Musik einbezogen.